# دی‌کی‌اس‌اچ
دی‌کی‌اس‌اچ (انگلیسی: DKSH) شرکت هلدینگ سوئیسی است، که در سال ۱۸۶۰ تأسیس شد.